# 小行星12657
小行星12657（12657 Bonch-Bruevich）是一颗绕太阳运转的小行星，为主小行星带小行星。该小行星于1971年8月30日发现。

## 轨道参数
小行星12657的轨道半长轴为3.0233423 UA，离心率为0.105。